# Хендрик-Идо-Амбахт

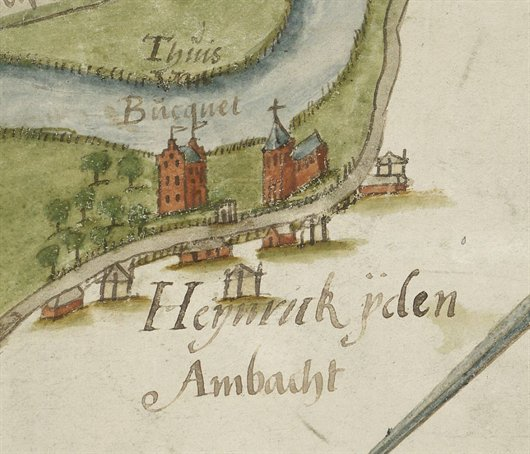
Город на карте 1584 года

Хендрик-Идо-Амбахт (нидерл. Hendrik-Ido-Ambacht) — город и община в Южной Голландии, расположенный на острове Эйсселмонде. До 1855 года была известна как Hendrik-Ido-Schildmanskinderen-Ambacht en de Oostendam, после объединения с соседней общиной была известна как Hendrik-Ido-Oostendam-Schildmanskinderen-Groot-en-Klein-Sandelingen-Ambacht.
В городе проживает около 26 000 человек.